# Водолаз

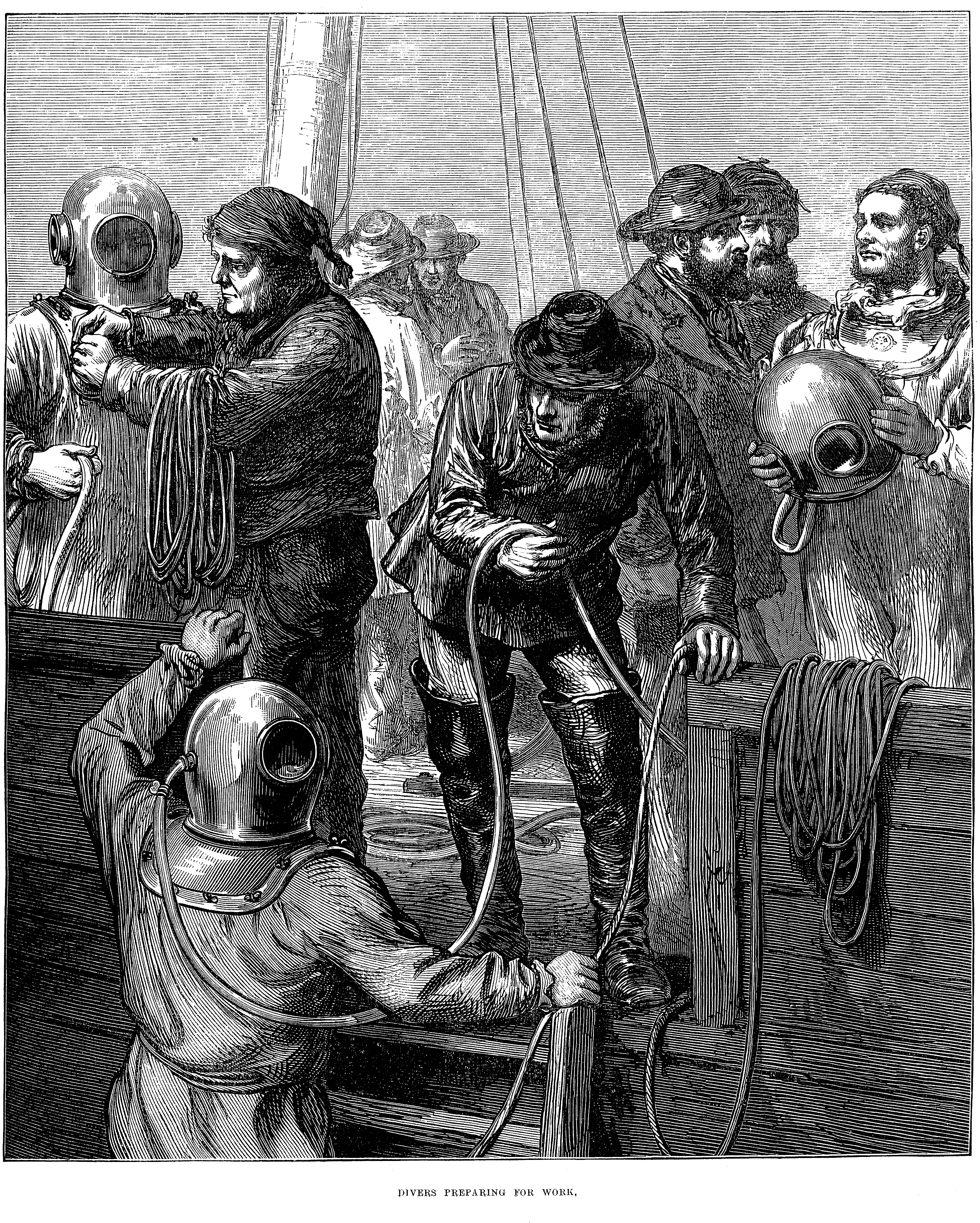
Водолази готуються до спуску під воду на палубі судна Northfleet. Ілюстрація з Illustrated London News від 6 лютого 1873.

Водолаз — фахівець, що вміє виконувати роботи під водою у водолазному спорядженні й допущений до виконання водолазних спусків у встановленому порядку. Професія водолаза належить до професій з особливо шкідливими й особливо тяжкими умовами праці.
Останнім часом у засобах масової інформації щодо підводної діяльності використовують термін дайвінг (англ. diving — пірнання).